# Villa Carducci
La Villa Carducci di Legnaia o Carducci-Pandolfini è una villa di Firenze situata in via Guardavia 18, a pochi metri dal cimitero di Soffiano.
Dal dicembre 2014 il Ministero per i beni e le attività culturali la gestisce tramite il Polo museale della Toscana, nel dicembre 2019 divenuto Direzione regionale Musei.

## Storia e descrizione

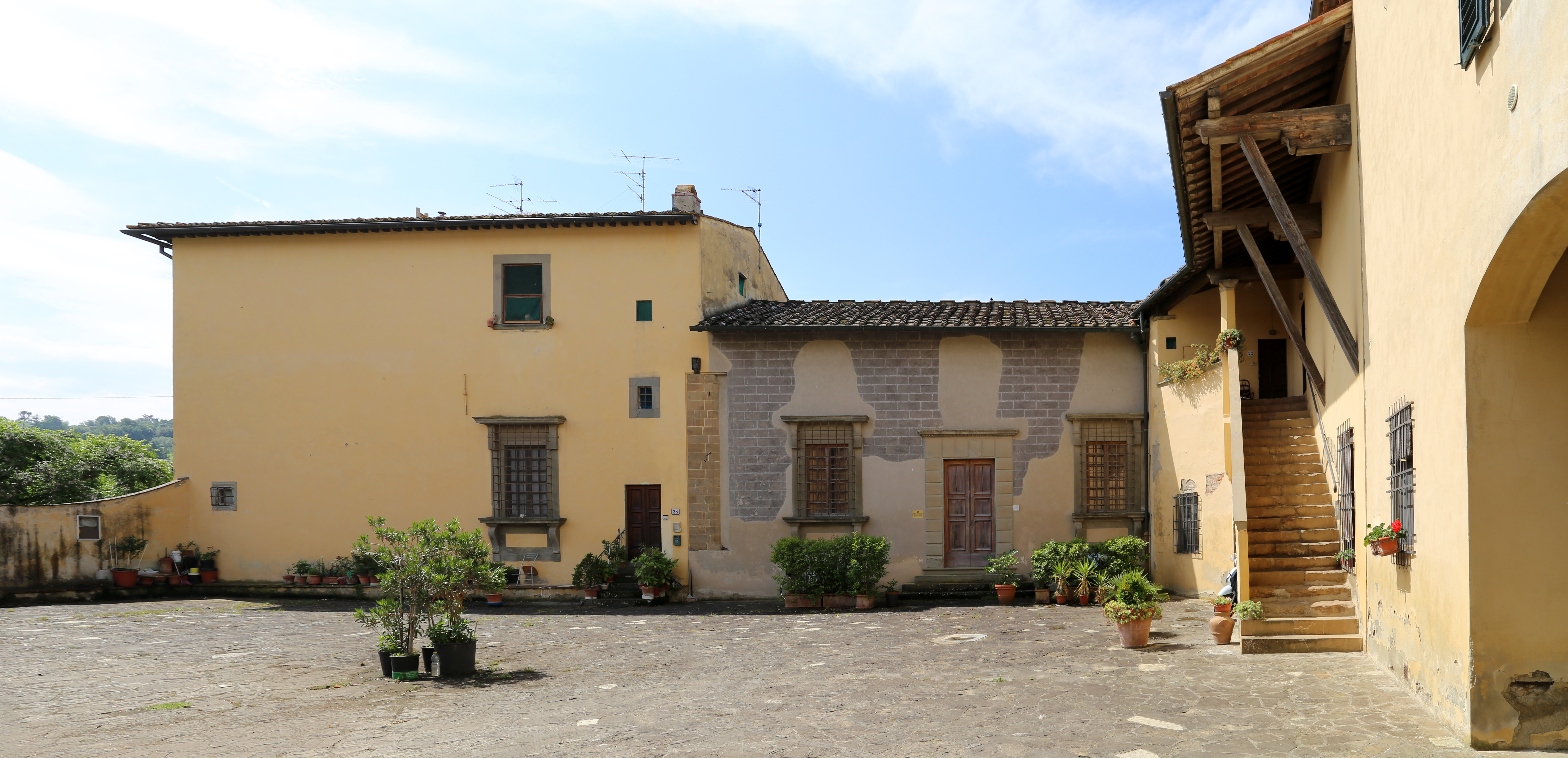
Il cortile della villa

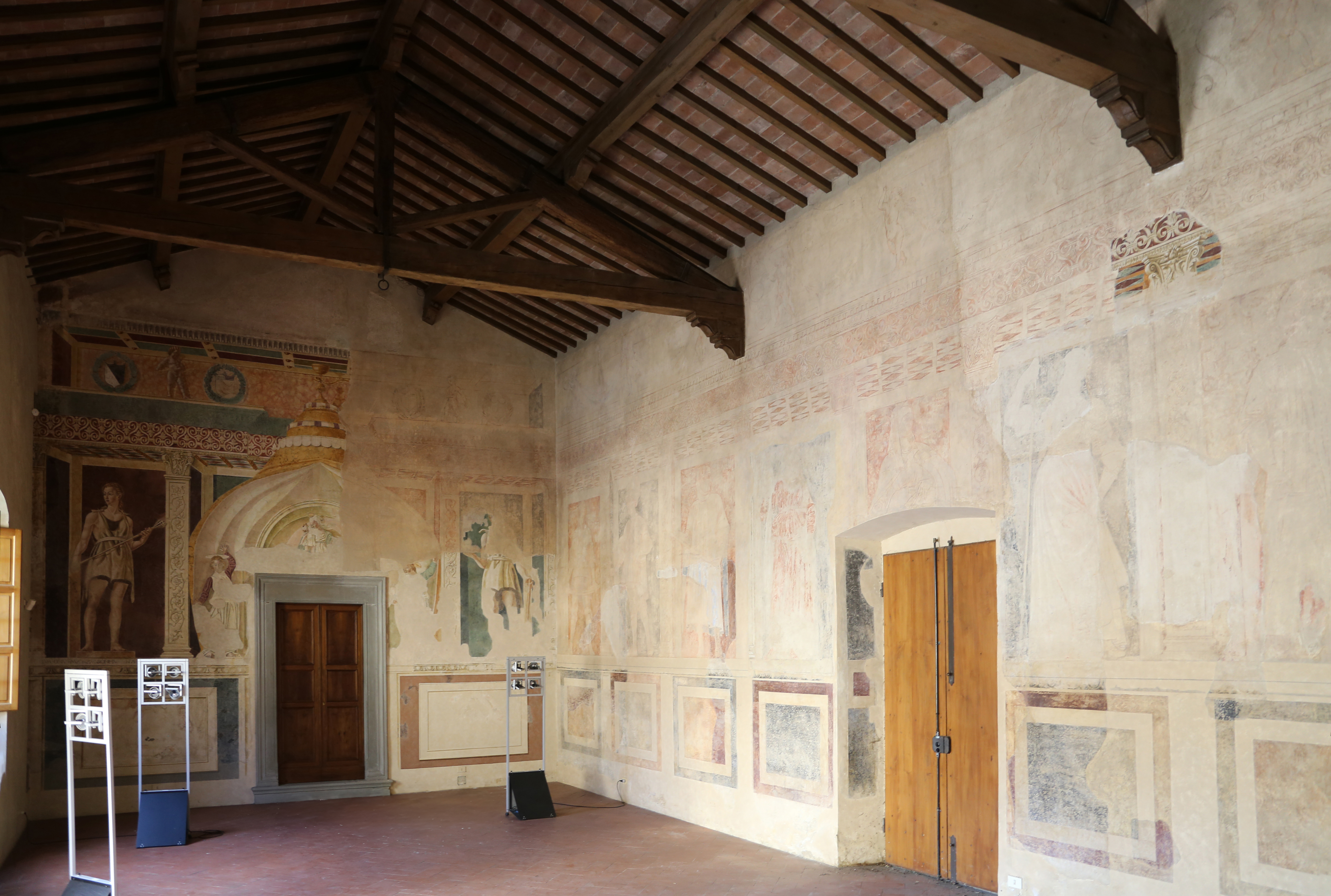
La sala degli Uomini e Donne illustri, già loggia aperta

Il complesso risale al XV secolo ed ingloba, a sud-ovest, i resti di una torre trecentesca, che faceva parte di un "palagio" fortificato alle porte della città. Fu la residenza del Gonfaloniere di Giustizia Filippo Carducci, che commissionò il famoso Ciclo degli uomini e donne illustri ad Andrea del Castagno nel 1448-1451, un tema poi molto caro in ambito fiorentino, che in quest'opera ha l'esemplare più antico a noi pervenutoci in ambito privato. La parte superiore del fregio risale invece al 1472 e comprende una fascia con puttini, ghirlande e stemmi araldici.
Il ciclo risale al 1455 e si trovava in un loggiato che diventò poi un salone, probabilmente solo pochi anni dopo la realizzazione degli affreschi; ricoperti di calce in epoca imprecisata, gli affreschi sulla parete opposta al cortile vennero poi riscoperti nel 1847, staccati e acquistati dal governo granducale; vennero esposti in varie sedi prima di approdare agli Uffizi. Nel 1965 i resti degli affreschi in situ (quello che sarebbe un "secondo strappo", sopra la possibile sinopia che non è stata mai indagata) sono stati ripassati da un restauratore per dare un'idea dell'effetto complessivo originario. 
Nel 1948-1949 furono effettuati nuovi saggi e scoperti sulla parete di fronte all'ingresso della villa ulteriori affreschi, che comprendono un drappo a padiglione sopra una Madonna col Bambino, con ai lati Adamo ed Eva, oltre alla decorazione architettonica coi putti reggifestone. Tali affreschi non sono stati mai staccati.

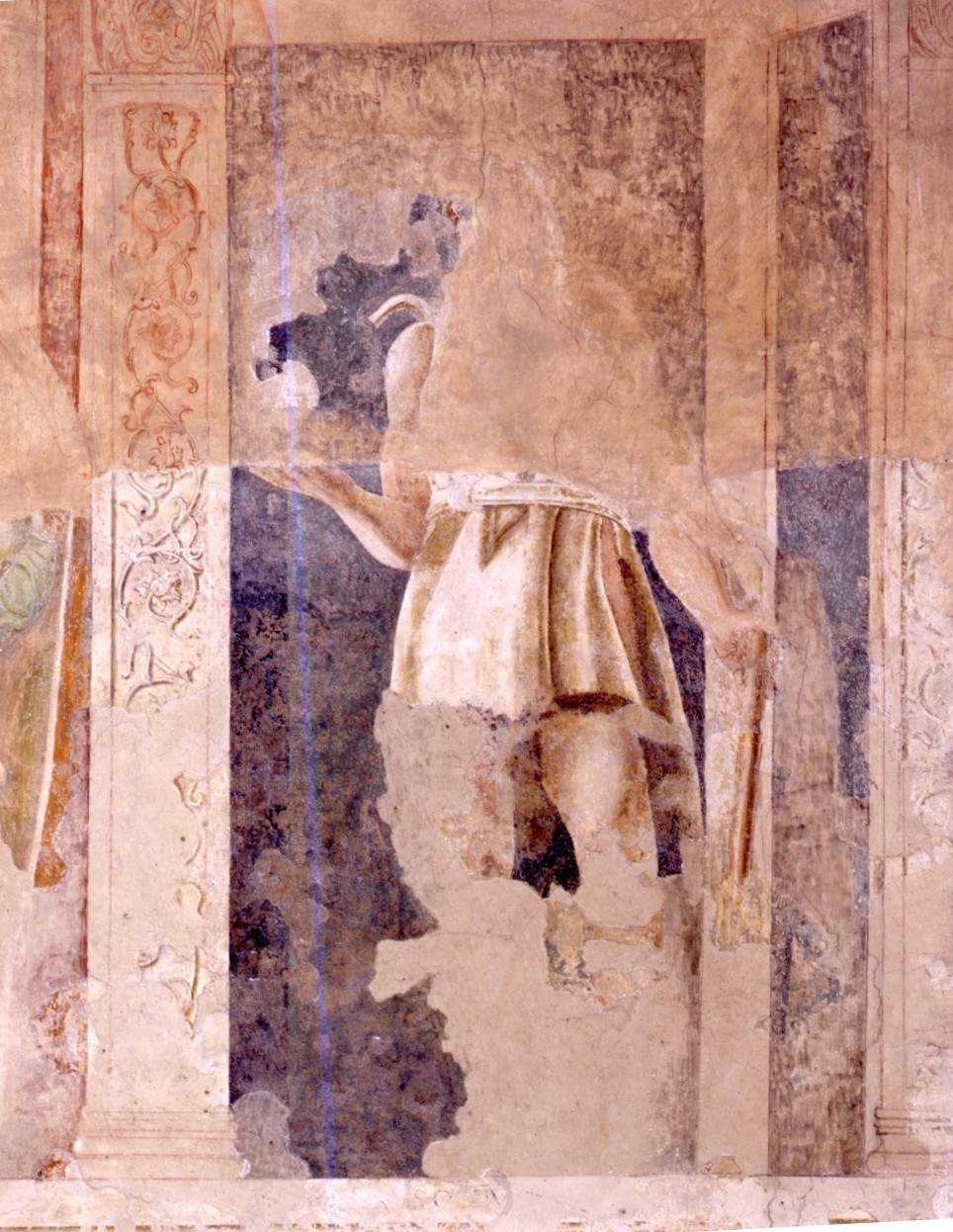
Adamo
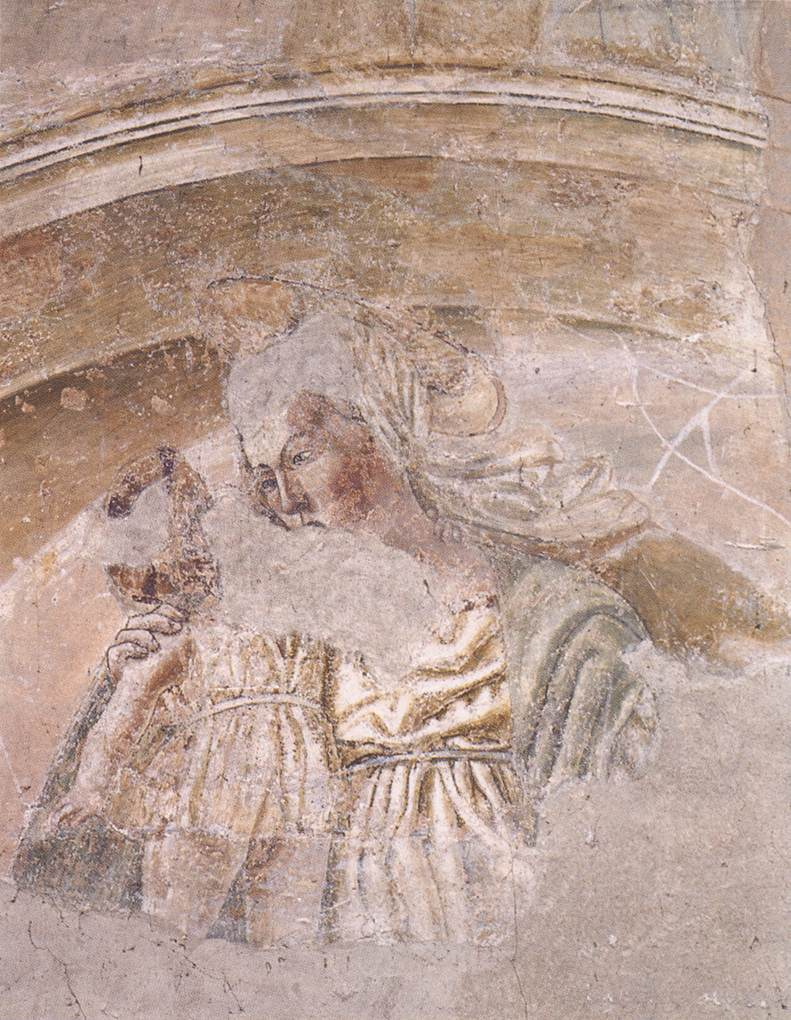
Madonna con Bambino
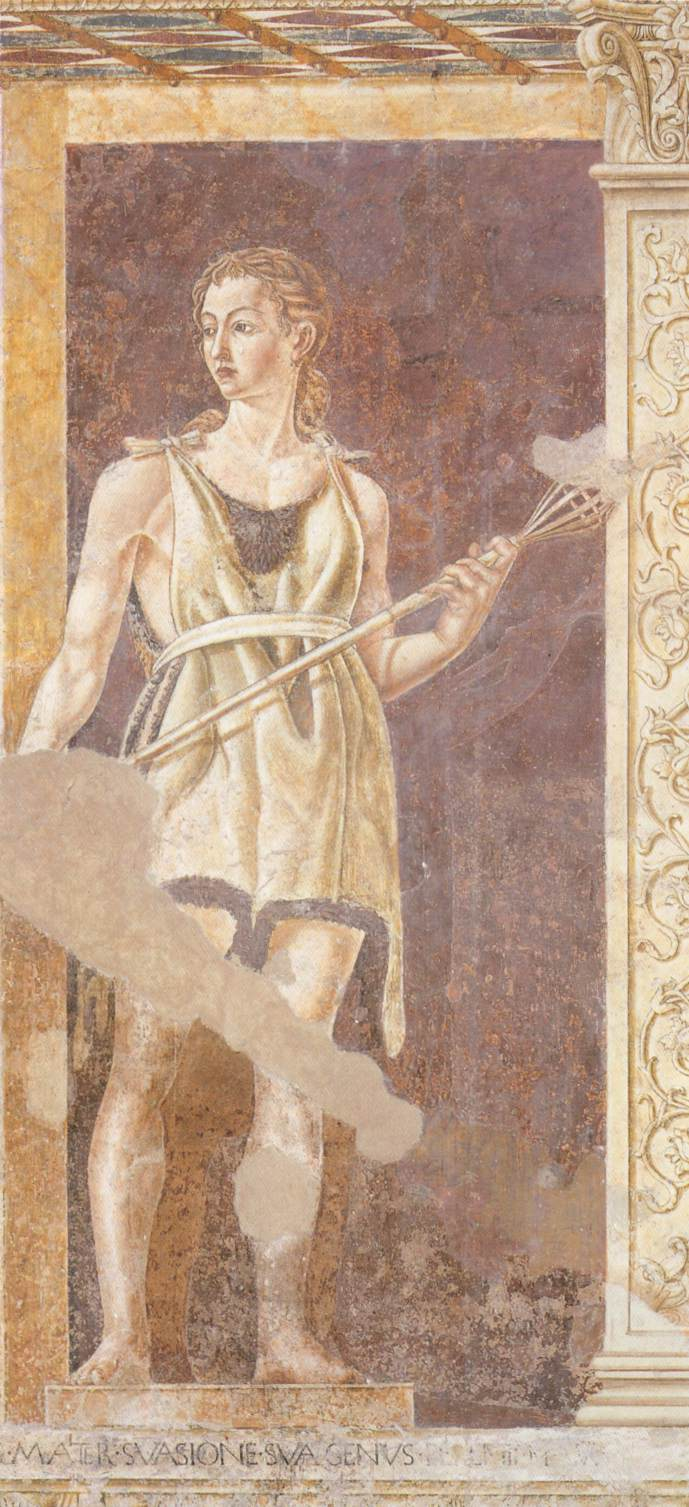
Eva